# Кават
Кават — озеро на территории Онежского района Архангельской области.

## Общие сведения
Площадь озера — 2,5 км², площадь водосборного бассейна — 13,9 км². Располагается на высоте 66,0 метров над уровнем моря.
Форма озера лопастная, продолговатая: вытянуто с северо-запада на юго-восток. Берега каменисто-песчаные, местами заболоченные.
С западной стороны озера вытекает Каватручей, втекающий в Суласручей, который, в свою очередь, втекает в реку Левешку, которая впадает в Кушереку, впадающую в Онежскую губу Белого моря (Поморский берег).
В озере расположены два безымянных острова различной площади.
У северо-западной оконечности озера проходит дорога местного значения.
Код объекта в государственном водном реестре — 03010000211102000009259.